# الن کوستلکی
 الن کوستلکی (انگلیسی: Alan Kostelecký؛ زاده ) یک فیزیک‌دان در زمینه فیزیک نظری اهل ایالات متحده آمریکا است.